# Церква Флора і Лавра (Пролетарськ)
Церква Флора і Лавра  (рос. Церковь Флора и Лавра)  — православний храм в місті Пролетарськ, Ростовська область. Присвячений ранньохристиянським мученикам Флору і Лавру. Відноситься до Ростовській і Новочеркаській єпархії Московського патріархату.

## Історія
Перша згадка про храм датується 1879 роком, тоді ж і було освячено храм. При зведенні храму був побудований тільки один престол в ім'я ранньохристиянських великомучеників Флора і Лавра.
У 1955 році будівлю церкви було перебудовано під кинотератр "Світ". Незважаючи на реконструкцію будівлі церкви, місцева християнська громада продовжувала свою діяльність. На її кошти був викуплений колишній козацький курінь, який потім був перебудований його в молитовний будинок. А в 1989 році розпочалося будівництво нового храму на викупленому подвір'я. Будівництво тривало до 1993 року, коли храм освятив митрополит Ростовський і Новочеркаський Володимир (Сабодан). При храмі була відкрита недільна школа.
На даний момент старий храм визнаний об'єктом культурної спадщини регіонального значення і ведуться роботи по його відновленню.

## Святині храму
На території храму знаходяться декілька святинь: ікона з частками мощей святих Ікона «Апостол Варнава», ікона «Преподобний Іов Почаївський», ікона «Святитель Тихон, Патріарх Московський і всієї Росії», ікона «Блаженний Павло Таганрозький».